# Лопатоноси
Лопатоноси (Scaphirhynchinae) — підродина осетрових. Вона охоплює два роди, один в Північній Америці,  другий в Центральній Азії — в кожному роді по 3 види. Азійські види довжиною 27–70 см відносно невелика довжина для осетрових. Вони є ендеміками для річок Амудар'ї і Сирдар'ї, які впадають в Аральське море. Усі три види знаходяться під загрозою зникнення.

## Класифікація
- Рід Scaphirhynchus (Heckel, 1835)
  - Scaphirhynchus albus (Forbes & Richardson, 1905)
  - Scaphirhynchus platorynchus (Rafinesque, 1820)
  - Scaphirhynchus suttkusi (Williams & Clemmer, 1991)
- Рід Pseudoscaphirhynchus (Nikolskii, 1900)
  - Pseudoscaphirhynchus fedtschenkoi (Kessler, 1872)
  - Pseudoscaphirhynchus hermanni (Kessler, 1877)
  - Pseudoscaphirhynchus kaufmanni (Kessler, 1877)